# Dunseverick
Dunseverick (též Feigh, irsky Dún Sobhairce neboli Sobhairceova pevnost) je hrad na severním pobřeží Irska. Hradní zřícenina se nachází poblíž stejnojmenné osady na území severoirského hrabství Antrim ve Spojeném království. Objekt je spolu s pozůstatky okolního opevnění evidován pod číslem C9871 4467 na seznamu státem chráněných památek (tzv. Scheduled Historic Monuments) Spojeného království. Dunseverick leží v chráněné krajinné oblasti Causeway Coast AONB (Area of Outstanding Natural Beauty). Památka je ve správě Severoirské agentury životního prostředí (Northern Ireland Environment Agency).

## Geografie a geologie
Hradní zřícenina se nachází na malém skalnatém výběžku na pobřeží Causeway v nejsevernější oblasti Severního průlivu v místech, kde tento průliv přechází do Hebridského moře, respektive do Atlantského oceánu. Horniny, kterými je toto pobřeží tvořeno, jsou převážně výsledkem třetihorní sopečné činnosti. Vyskytují se zde však i horniny sedimentární, především vápenec. Nejvýznamnější geologickou lokalitou v okolí jsou čedičové "varhany" Giant’s Causeway, zapsané na seznamu Světového dědictví UNESCO. Dunseverick je od tohoto světově proslulého skalního útvaru vzdálen přibližně 4 km vzdušnou čarou směrem na východ. Po turistické stezce Causeway Coast Way, která se vine podél okraje zdejších útesů, je vzdálenost zhruba dvojnásobná.

## Historie
Historie pevnosti Dunseverick sahá až do nejranějšího období středověku a je spjata s historii království Dál Riada, které zahrnovalo území hrabství Antrim v Irsku a západní oblast Skotské vysočiny spolu s přilehlými ostrovy. Uvádí se, že v 5. století svatý Patrick vysvětil na hradě Dunseverick Olcána, který poté odešel na studia do Galie a po návratu se stal prvním křesťanským biskupem v Irsku.

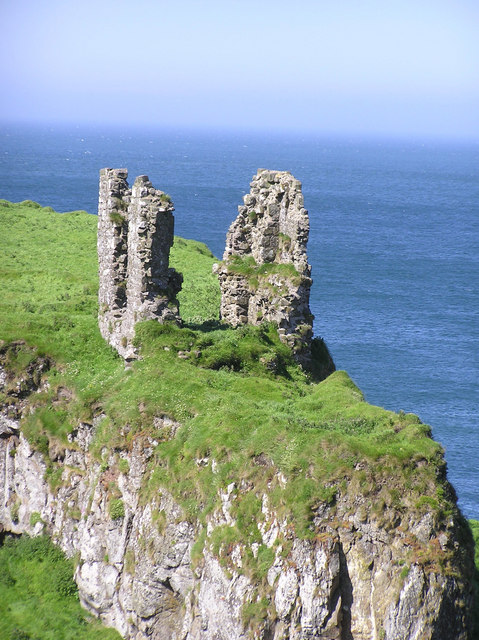
Torzo hradní věže

Hrad Dunseverick byl v 6. století sídlem Ferguse Velkého (Fergus Mör Mac Eirc), krále Dál Riady a prastrýce Muirchertacha Mac Muiredaiga, zvaného Mac Ercae z rodu Uí Néill, krále Irska.
V oněch dobách existoval v Irsku systém veřejných cest různé důležitosti, přičemž nejvýznamnějšími z nich bylo pět dálkových tras, tzv. slighte, procházejících všemi královstvími. Počátek jedné z těchto dálkových cest, zvané Slige Midluachra, byl v Dunsevericku, odkud tato trasa vedla až do Tary, sídla irských Velkých králů v hrabství Meath. Přes Dunseverick také putoval mytický korunovační kámen Lia Fáil, když jej král Muirchertach zapůjčil strýci Fergusovi, aby ten mohl být korunován králem nově nabytých oblastí v západním Skotsku.
V období let cca 1000 až 1320 patřil Dunseverick rodu Ó Catháin, příslušníkům severní větve Uí Néill. Později tento rod znovu získal Dunseverick v polovině 16. století. Posledním majitelem z uvedeného rodu byl Giolla Dubh Ó Catháin. Hrad byl dobyt a zbořen vojsky skotského generála Roberta Munro v roce 1642.
V roce 1962 tehdejší majitel, místní farmář Jack McCurdy, předal pozemky na poloostrově s pozůstatky hradní zříceniny Dunsevericku britské organizaci National Trust for Places of Historic Interest or Natural Beauty.